# Фред Клаус
„Фред Клаус“ (на английски: Fred Claus) е американска комедия от 2007 година на режисьора Дейвид Добкин по сценарий на Дан Фогелман с участието на Винс Вон и Пол Джиамати. Филмът е пуснат на 9 ноември 2007 г. в САЩ и на 30 ноември 2007 г. във Великобритания от Уорнър Брос Пикчърс. Сценарият е свободна интерпретация на поемата „Легенда за Дядо Коледа и неговият брат Фред“ на Доналд Хенкел. Получава противоречиви рецензии от критиката  и печели 97 млн. щатски долара в световен мащаб при бюджет от 100 млн. щатски долара.

## Актьорски състав
| Актьор             | Роля                            |
| ------------------ | ------------------------------- |
| Винс Вон           | Фредерик „Фред“ Клаус           |
| Пол Джиамати       | Никълъс „Ник“/„Санта“ Клаус     |
| Джон Майкъл Хигинс | Уили                            |
| Миранда Ричардсън  | Г-жа Анет Клаус, съпруга на Ник |
| Рейчъл Вайс        | Уанда Блинковски                |
| Кати Бейтс         | Майка Клаус                     |
| Тревър Пийкок      | Татко Клаус                     |
| Лудакрис           | Ди Джей Бони                    |
| Елизабет Банкс     | Шарлийн                         |
| Джеръми Суифт      | Боб Елф                         |
| Елизабет Берингтън | Линда Елф                       |
| Кевин Спейси       | Клайд Арчибалд Норткът          |
| Боби Томпсън       | Самюъл „Слам“ Гибънс            |
| Алън Кордюнър      | Доктор Голдфарб                 |

## В България
В България филмът е пуснат на DVD на 21 декември 2008 г. от Прооптики.
През 2011 г. се излъчва по Би Ти Ви с български дублаж. Екипът се състои от:
| Озвучаващи артисти  | Радосвета Василева Биляна Петринска Веселин Ранков Даниел Цочев Димитър Иванчев Светломир Радев |
| Преводач            | Калина Кирилова                                                                                 |
| Тонрежисьор         | Наталия Василева                                                                                |
| Режисьор на дублажа | Чавдар Монов                                                                                    |